# Amchitka Pass
Amchitka Pass – cieśnina na Oceanie Spokojnym, w archipelagu Aleutów. Jej nazwa pochodzi od wyspy Amczitka. Jest największą cieśniną Aleutów. Oddziela archipelagi Wysp Szczurzych i Wysp Delarof. Ma 50 mil (80 km) szerokości i do 1268 m głębokości. Żegluga przez cieśninę w niekorzystnych warunkach pogodowych jest uważana za niebezpieczną, szczególnie dla małych i średnich jednostek pływających. Prądy w cieśninie mogą być nieregularne, a ich prędkości silne, co może powodować bardzo wysokie fale i silne zawirowania. 